# Interações humanas com fungos

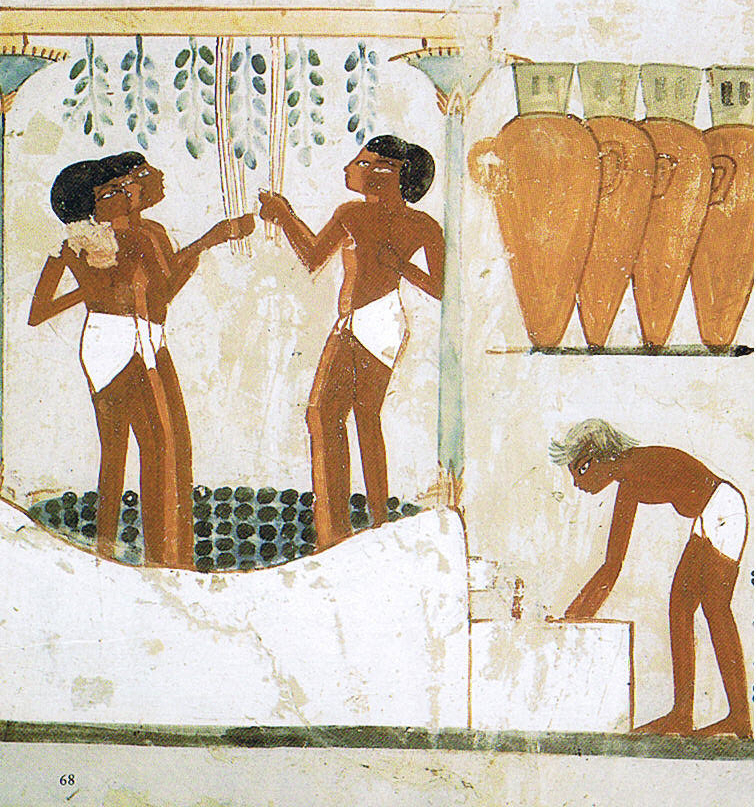
O vinho tem sido produzido com uvas e leveduras naturais desde tempos antigos. Túmulo de Nakht, 18ª dinastia, Tebas, Egito Antigo

As interações humanas com fungos abrangem tanto usos benéficos, sejam práticos ou simbólicos, quanto interações prejudiciais, como quando fungos danificam culturas agrícolas, madeira, alimentos ou são patogênicos para animais.
As leveduras têm sido utilizadas desde a antiguidade para fermentar pão, cerveja e vinho. Mais recentemente, fungos de mofo têm sido explorados para criar uma ampla gama de produtos industriais, incluindo enzimas e medicamentos. Medicamentos derivados de fungos incluem antibióticos, imunossupressores, estatinas e diversos fármacos anticâncer. A espécie de levedura Saccharomyces cerevisiae é um importante organismo modelo em biologia celular. Os corpos frutíferos de alguns fungos maiores são coletados como cogumelos comestíveis, incluindo iguarias como o cantarelo, o madeirudo e a trufa [en], enquanto algumas espécies são cultivadas. Fungos de mofo proporcionam o sabor sabor de carne (umami) de produtos fermentados de soja, como tempeh, missô e molho de soja, e contribuem para o sabor e a cor de queijos azuis, como Roquefort e Stilton. Mofos também produzem substitutos vegetarianos de carne, como o Quorn [en]. Alguns fungos, especialmente Amanita muscaria e cogumelos psilocibinos, são usados por suas substâncias psicoativas, sendo objeto de estudo acadêmico no campo da etnomicologia. Fungos também aparecem, ocasionalmente, na literatura e na arte.
Fungos causam danos ao estragar alimentos, destruir madeira e provocar doenças em culturas agrícolas, gado e humanos. Principalmente mofos como Penicillium e Aspergillus estragam muitos alimentos armazenados. Fungos são responsáveis pela maioria das doenças de plantas, que, por sua vez, causam sérias perdas econômicas. Em alguns casos, como na Grande Fome Irlandesa de 1845–1849, doenças fúngicas de plantas, como a requeima da batata causada por Phytophthora, resultam em grande sofrimento humano. Fungos também são a principal causa de perdas econômicas em madeira em construções. Por fim, fungos causam diversas doenças em humanos e gado; a aspergilose mata cerca de 600.000 pessoas por ano, principalmente aquelas com sistemas imunológicos já enfraquecidos.

## Contexto
Cultura consiste nos comportamentos sociais e normas encontrados em sociedades humanas, transmitidos por meio do aprendizado social. Universais culturais em todas as sociedades humanas incluem formas expressivas como arte, música, dança, ritual, religião e tecnologias como o uso de ferramentas, culinária, abrigo e vestuário. O conceito de cultura material abrange expressões físicas, como tecnologia, arquitetura e arte, enquanto a cultura imaterial inclui princípios de organização social, mitologia, filosofia, literatura e ciência. Este artigo descreve os papéis desempenhados pelos fungos na cultura humana.

## Usos práticos

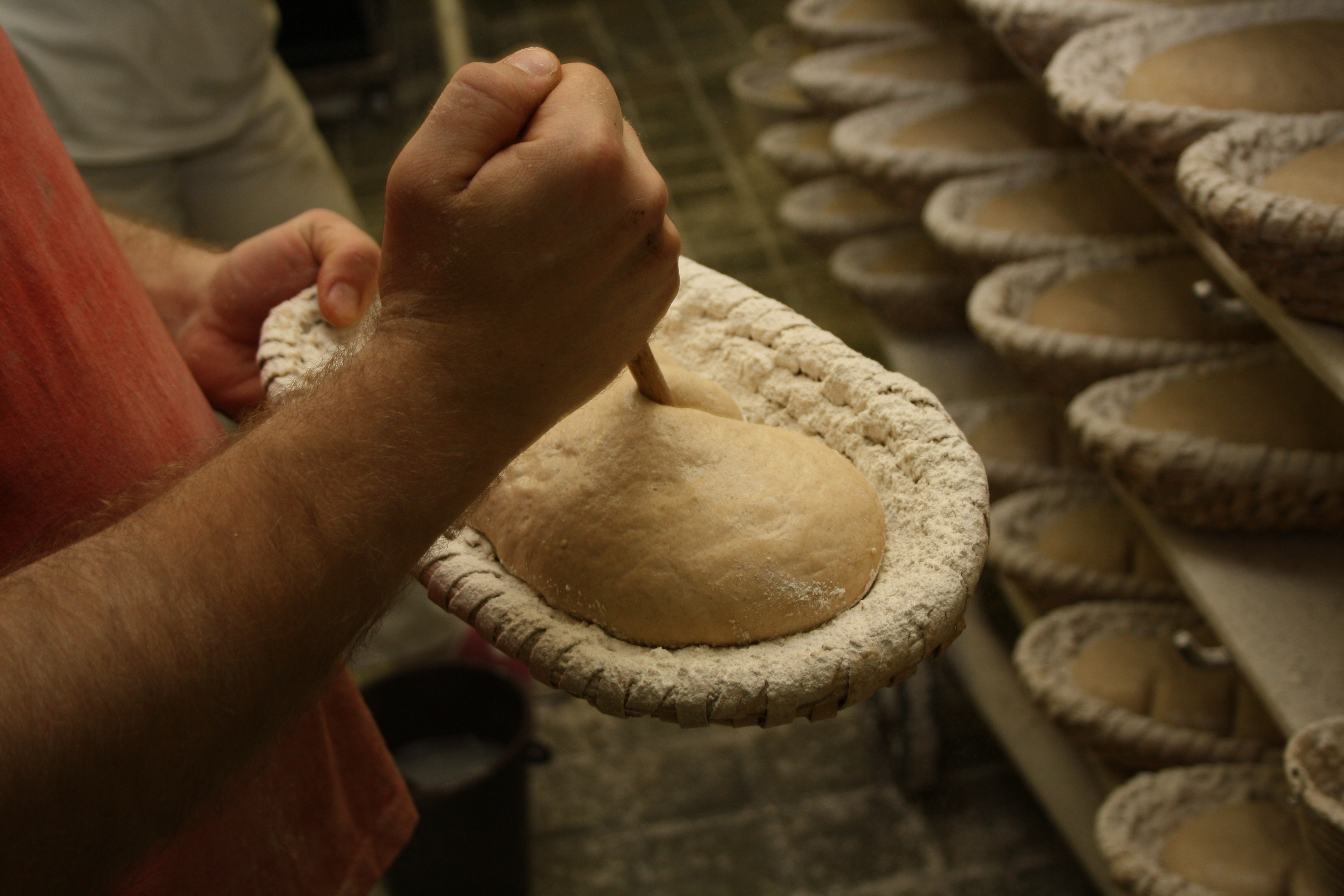
Massa de pão fermentada com levedura

### Fermentação
As leveduras têm sido usadas desde a antiguidade para fermentar pão, cerveja e vinho. Mais recentemente, fungos têm sido utilizados em uma ampla variedade de fermentações industriais, seja atuando diretamente em materiais, como no processamento de polpa de papel ou na biorremediação de resíduos industriais, seja como fonte de enzimas para diversos fins, como o desbotamento e amaciamento do brim para obter jeans da moda. Fungos produzem uma ampla gama de enzimas industriais, incluindo amilases, invertases, celulases, hemicelulases, pectinases [en], proteases, lacases, fitases, alfa-glucuronidases, mananases e lipases.

### Cogumelos

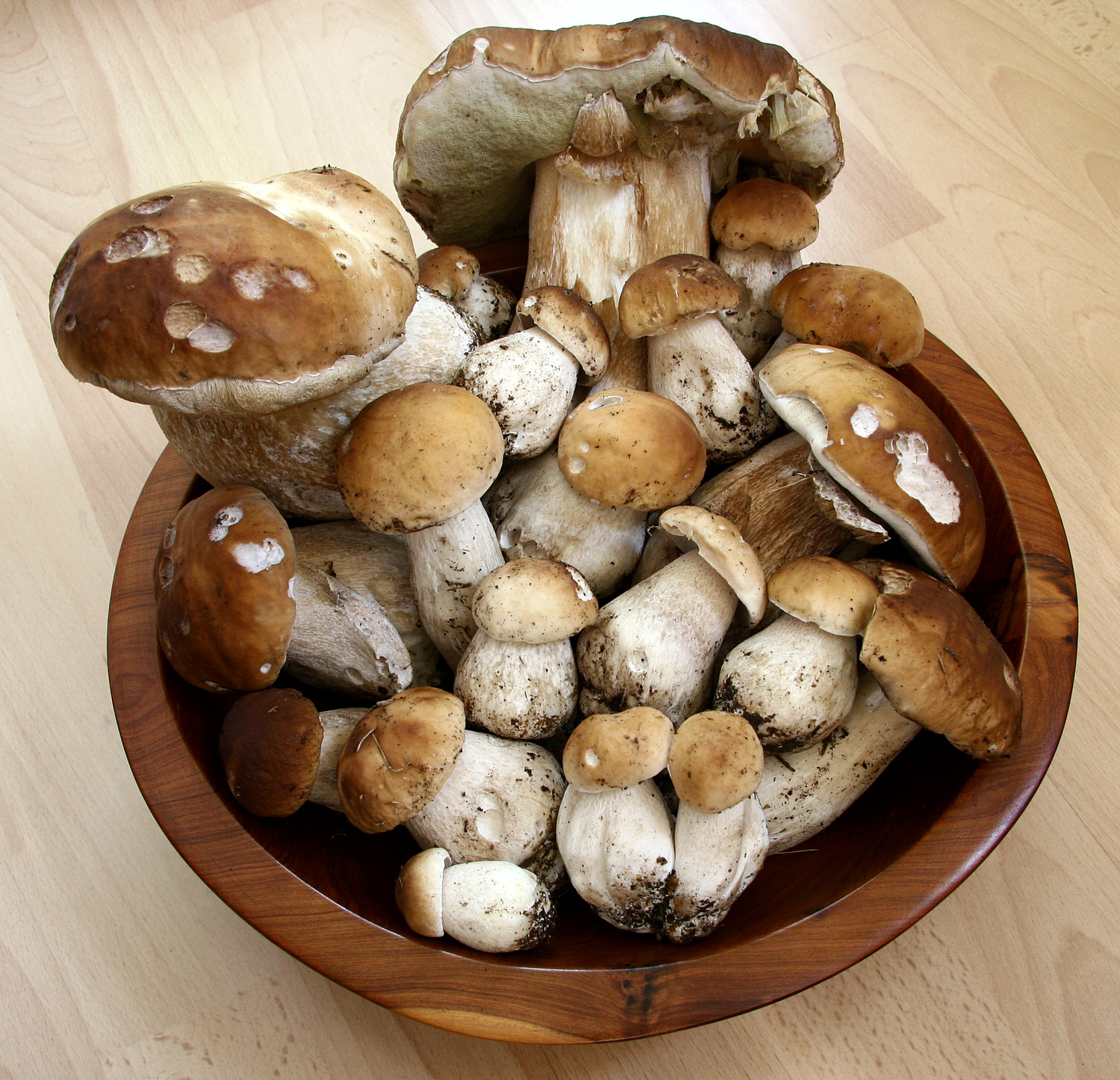
Cogumelos madeirudos coletados na natureza

Os corpos frutíferos de muitos fungos maiores, como o cantarelo e o madeirudo, são coletados como cogumelos comestíveis. Alguns, como as trufas, são considerados iguarias caras. Algumas espécies, como Agaricus bisporus e shimeji (Pleurotus spp.), são cultivadas.

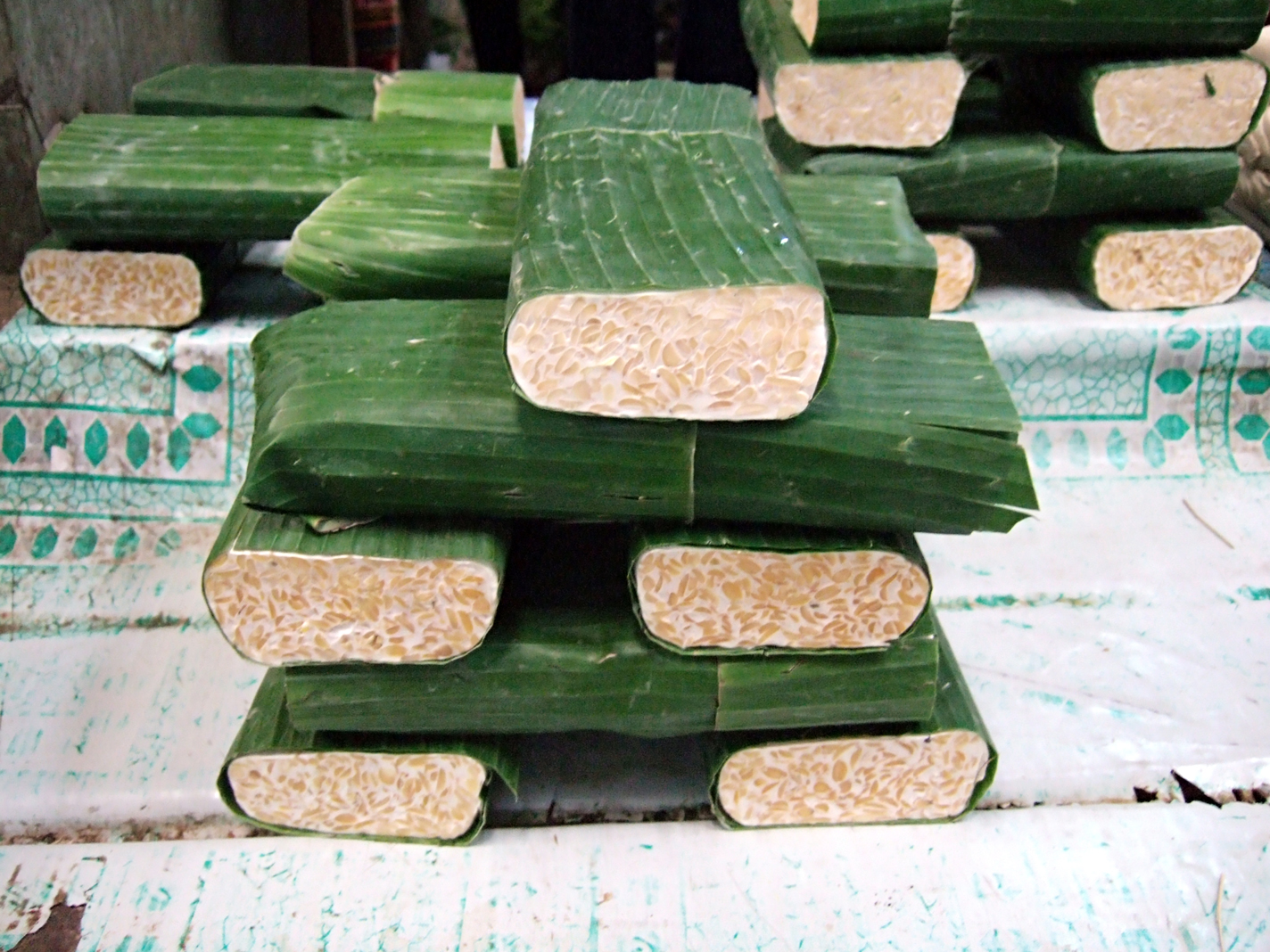
Fungos de mofo produzem alimentos como o tempeh, bolos fermentados de soja javaneses saborosos.

Fungos de mofo são a fonte do sabor de carne umami de produtos de soja fermentados, como tempeh, missô e molho de soja. O tempeh tem sido produzido em Java desde o século XIII. Como o tofu, é transformado em blocos ricos em proteína, mas estes têm uma textura firme e sabor terroso, pois (diferentemente do tofu) os grãos inteiros são retidos, proporcionando maior conteúdo de fibras dietéticas e vitaminas. O missô também é rico em proteínas, vitaminas e minerais. É fermentado a partir de uma mistura de soja e cereais, formando uma pasta macia usada para saborizar sopas e outros pratos japoneses. O molho de soja é usado na China desde o século II d.C. e agora é amplamente utilizado na Ásia. Como o missô, é feito pela fermentação de uma mistura de soja e cereais com mofos como Aspergillus oryzae.
O mofo Penicillium roqueforti contribui para a coloração azul e grande parte do sabor em queijos azuis, como Roquefort e Stilton. Fungos de mofo também são processados para produzir substitutos vegetarianos de carne, como o Quorn.

### Tingimento
Fungos são usados como tinturas naturais. Os cogumelos são triturados e colocados em uma panela não reativa para ferver pelo tempo desejado ou até que se alcance a profundidade de cor desejada. Cogumelos que podem ser usados sem mordente (sais metálicos) são chamados de "tinturas substantivas", mas, para melhorar a cor e a resistência à luz, pode-se usar um mordente. Fibras proteicas, como lã e seda, absorvem rapidamente a tintura, mas algodão, cânhamo e algumas fibras sintéticas também podem ser usadas.

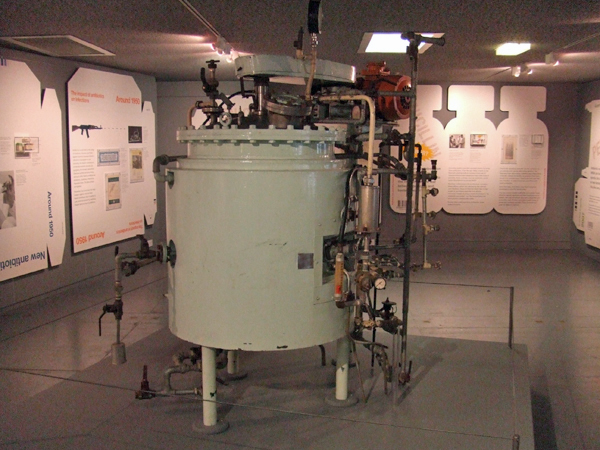
Um biorreator inicial de penicilina industrial, de 1957

### Na medicina moderna
Fungos são fontes de muitos tipos de medicamentos, incluindo antibióticos, imunossupressores e estatinas. As principais classes de antibióticos, as penicilinas e as cefalosporinas, são derivadas de substâncias produzidas por fungos. O mesmo ocorre com os imunossupressores macrólidos, como as ciclosporinas.
Os medicamentos redutores de colesterol, as estatinas, foram inicialmente produzidos por fungos, incluindo Penicillium. A primeira estatina comercial, a lovastatina, foi fermentada pelo mofo Aspergillus terreus [en].
Numerosos fármacos anticâncer, como os inibidores mitóticos [en] vinblastina, vincristina, podofilotoxina [en], griseofulvina, aurantiamina, oxalina e neoxalina, são produzidos por fungos.

### Na medicina popular
Muitos fungos têm sido usados como medicamentos populares em todo o mundo, incluindo na Europa e na Índia, onde as tradições são bem documentadas. Alguns demonstraram conter ingredientes ativos úteis, embora nem sempre correspondam aos usos tradicionais dos fungos em questão. Ergot e várias manchas de cereais, como Ustilago tritici (mancha de grãos de trigo), foram usados para distúrbios da gravidez. Leveduras, transformadas em uma pasta fervida com farinha de trigo, eram usadas na Índia para tratar febres e disenteria. Feridas eram tratadas na Europa com mofos, usando, por exemplo, uma fatia de pão mofado ou palha de trigo mofada, com ingredientes ativos como patulina e outros compostos semelhantes à penicilina. Na África Oriental, a prática pré-colonial de craniotomia envolvia o uso de fungos para prevenir o início de sepse.

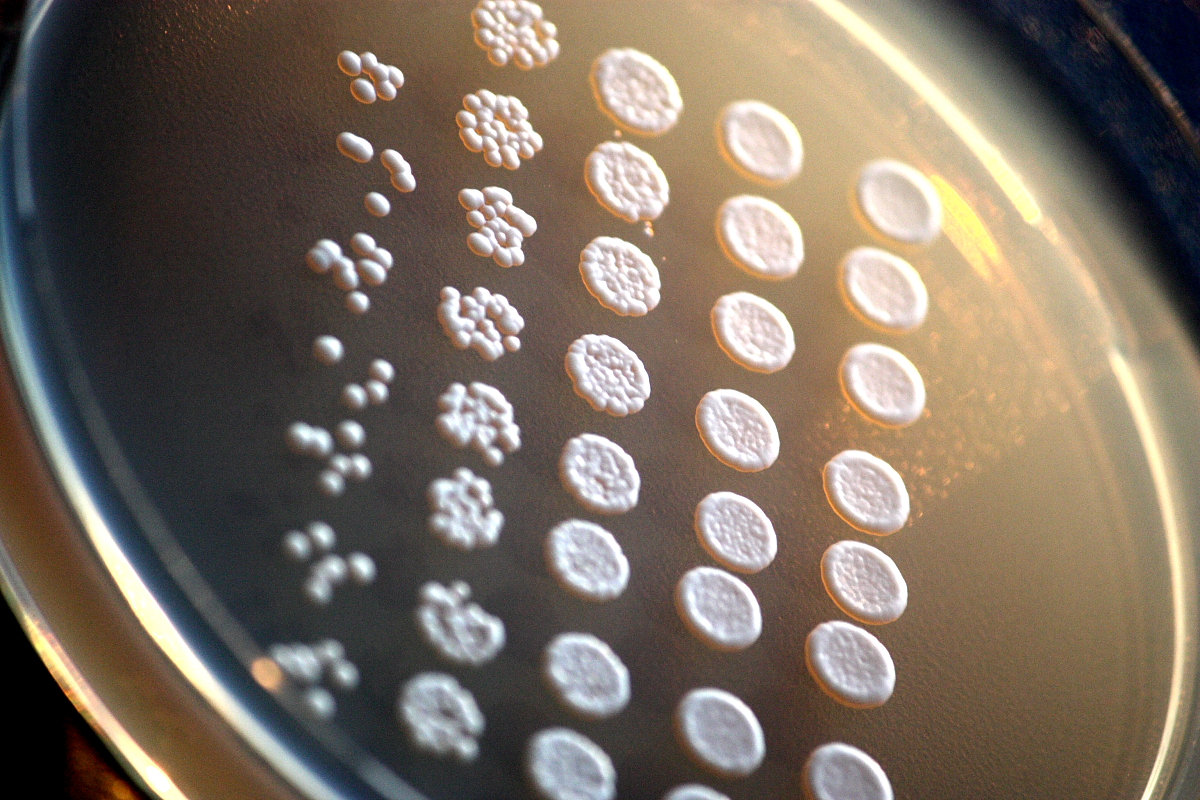
Colônias de levedura em uma placa de ágar. Este ensaio compara a viabilidade de diferentes mutações de levedura.

### Na ciência, pesquisa e tecnologia
A espécie de levedura Saccharomyces cerevisiae tem sido um importante organismo modelo em biologia celular moderna durante grande parte do século XX e é um dos microrganismos eucarióticos mais amplamente pesquisados. Foi o primeiro eucarioto cujo genoma foi sequenciado. No século XXI, o mofo filamentoso Aspergillus foi adotado para estudos genômicos.

### Como biomaterial
Fungos têm sido usados como biomaterial há muitos séculos, por exemplo, como têxteis baseados em fungos. Um exemplo inicial de tais "micotêxteis" vem do início do século XX: um bolso de parede originário dos Tlingit, uma população indígena do noroeste do Pacífico (EUA), exibido como artefato histórico no Museu de arte College's Hood, revelou-se feito de micélio do fungo degradador de árvores Laricifomes officinalis [en]. Micélios fúngicos são usados como material semelhante a couro (também conhecido como couro artificial ou sintético), inclusive para produtos de design de moda de alta qualidade.
Além de seu uso em vestuário, biomateriais baseados em fungos são utilizados em embalagens e construção. Há várias vantagens e potenciais no uso de materiais baseados em fungos em vez dos comumente usados. Estes incluem menor impacto ambiental em comparação com o uso de produtos animais; agricultura vertical, capaz de reduzir o uso de terra; o crescimento filamentoso do micélio, que pode ser moldado em formas desejáveis; uso de substrato de crescimento derivado de resíduos agrícolas e a reciclagem do micélio dentro dos princípios da economia circular; e micélio como estruturas autorreparáveis.
Um estudo de patentes cobrindo o período de 2009-2018 destacou o cenário atual de patentes em torno de materiais miceliais com base em patentes registradas ou pendentes. Em 2018, 47 patentes envolvendo materiais fúngicos em embalagens, têxteis, couro, automotivo, isolamento térmico ou como material de proteção contra fogo foram registradas. Em 2018, a maioria das patentes foi registrada nos EUA (28 patentes), seguida pela China (14 patentes) e o restante em outros países (5 patentes). A maioria dos fungos utilizados são basidiomicetos, incluindo espécies como Cyclocybe aegerita [en], Coprinus comatus, Pleurotus ostreatus e Lentinula edodes (da ordem Agaricales) e Fomes fomentarius, Ganoderma lucidum e Trametes versicolor (da ordem Polyporales); apenas alguns são ascomicetos, principalmente espécies no gênero Xylaria.

### No controle de pragas

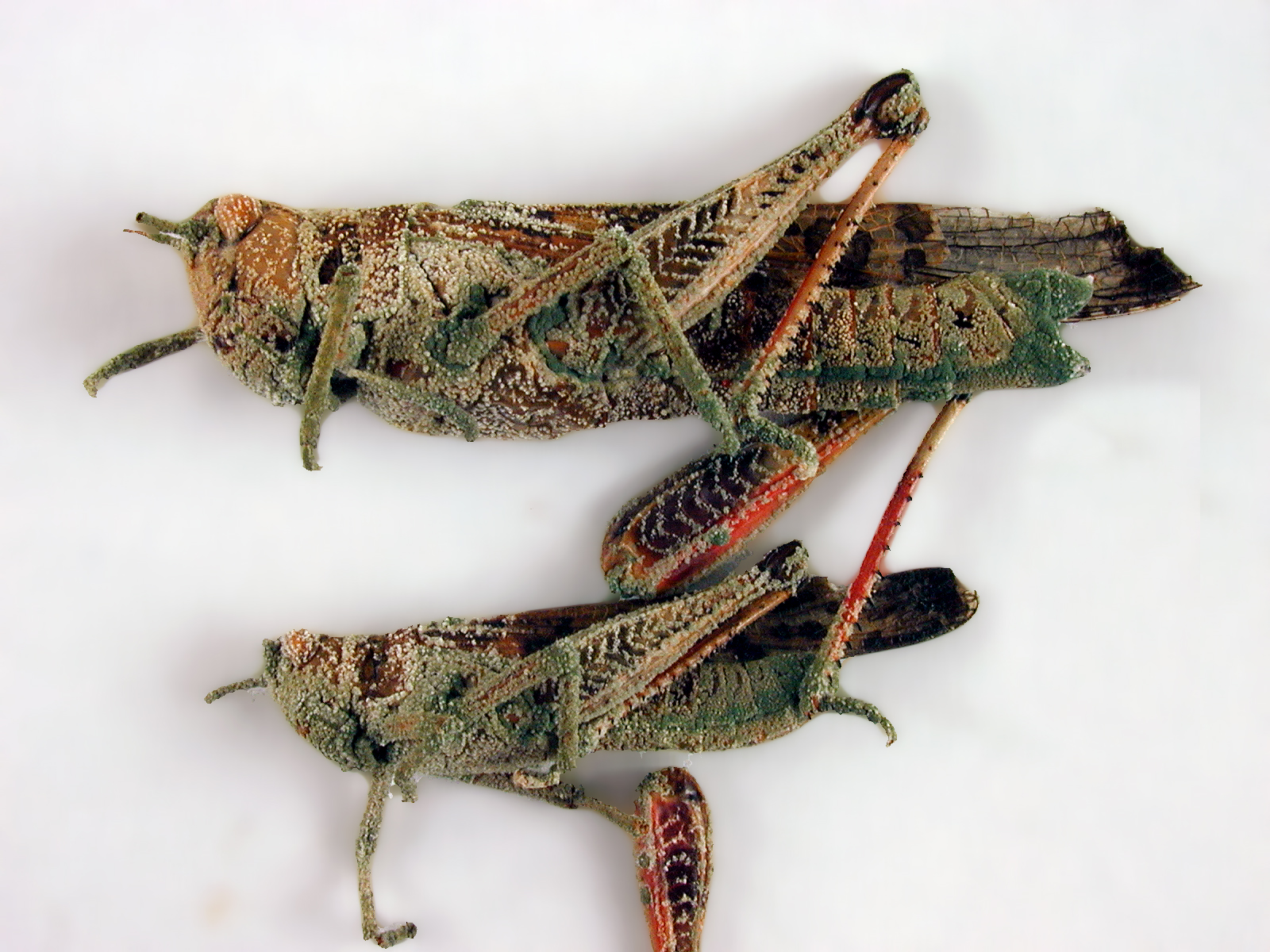
Gafanhotos mortos pelo fungo Metarhizium, um meio de controle biológico ecologicamente amigável.

Fungos entomopatogênicos infectam e matam insetos, incluindo várias espécies de pragas, e por isso têm sido investigados como possíveis agentes de controle biológico. Uma variedade de ascomicetos, incluindo Beauveria [en], Lecanicillium, Metarhizium e Paecilomyces, apresenta características promissoras para uso como inseticidas biológicos. O Metarhizium, em particular, pode ajudar a controlar surtos de gafanhotos.

## Usos simbólicos

### Na religião e na bruxaria

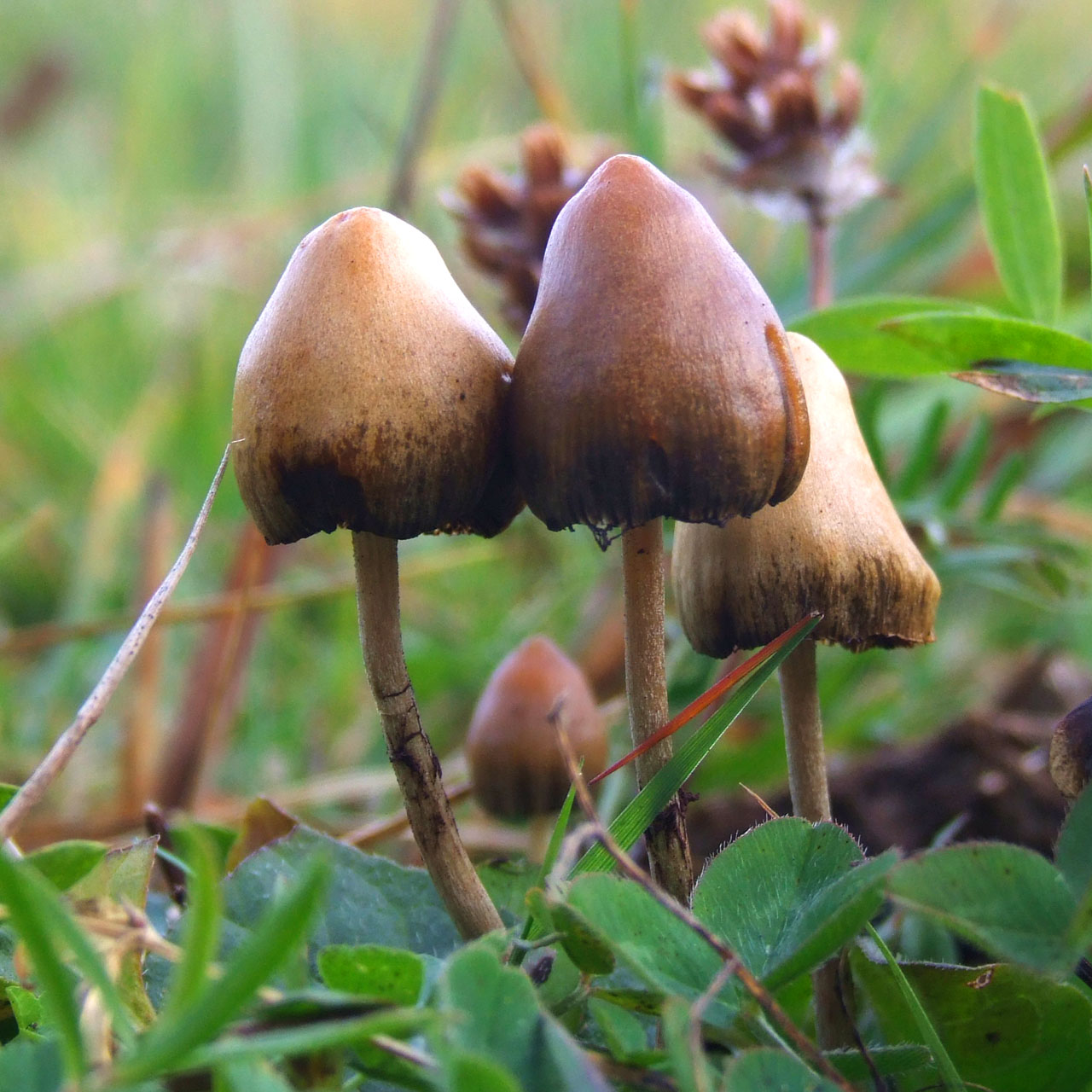
O cogumelo Psilocybe semilanceata é coletado por seus efeitos psicoativos.

Algumas espécies, como Amanita muscaria e os cogumelos psilocibinos, são usadas por suas substâncias psicoativas. Estes são o foco de estudos acadêmicos e debates intensos no campo da etnomicologia. Na década de 1950, o banqueiro americano Robert Gordon Wasson participou de um ritual de cogumelos psilocibinos dos Mazatecas e escreveu um livro influente, mas controverso, afirmando que o Soma mencionado no Rigveda era Amanita muscaria. O micologista John Ramsbottom, no entanto, confirmou um elemento que Allegro mais tarde incorporou em sua teoria, afirmando em 1953 que o afresco da árvore do conhecimento do bem e do mal na Capela de Plaincourault retratava Amanita muscaria.
Os fungos ergot Claviceps, cujos esclerócios aparecem como "grão preto" em centeio e outros cereais, estão implicados nos julgamentos de bruxaria do século XVII na Noruega, onde as alucinações causadas pelo ergotismo, com visões de Satã como um cão ou gato preto, levaram pessoas a serem acusadas de bruxaria. Pessoas em outras culturas, como os astecas, preparavam bebidas com ergot, que contém alcaloides baseados em ácido lisérgico.

### Na literatura e na arte

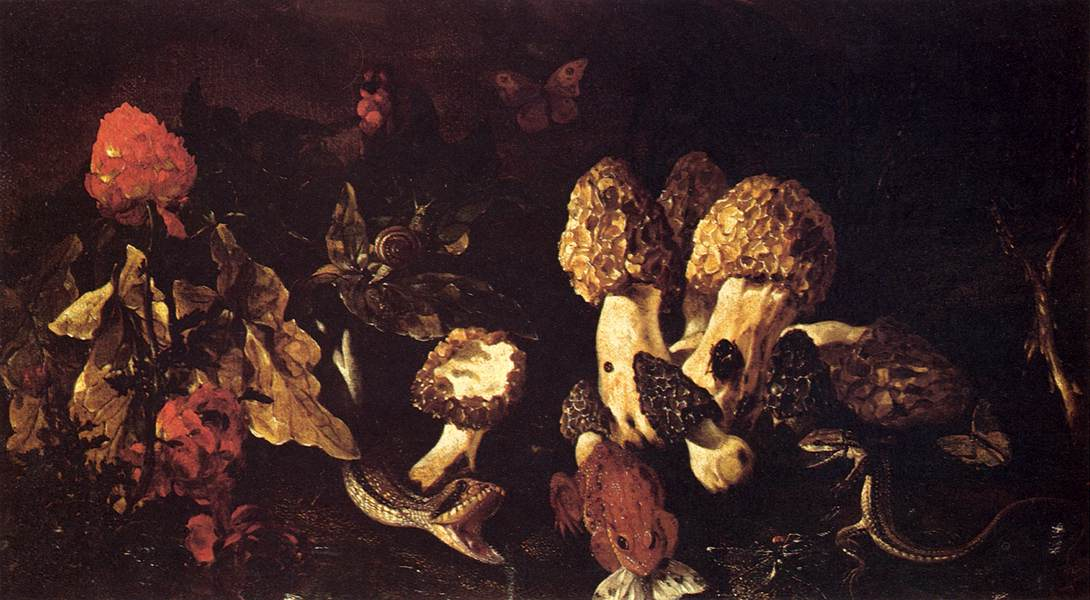
Natureza morta com fungos por Paolo Porpora, c. 1655

Os fungos tiveram uma enorme influência nas artes ao longo dos séculos. Aparecem ocasionalmente na literatura, tanto para crianças quanto para adultos. Em As Aventuras de Alice no País das Maravilhas de Lewis Carroll, de 1865, Alice cresce mais se comer um lado do cogumelo e encolhe se comer o outro lado. Shakespeare, em A tempestade, faz Prospero comentar que os elfos "fazem cogumelos da meia-noite". Poemas e romances sobre ou mencionando fungos foram escritos por Edmund Spenser, Percy Bysshe Shelley, Keats, Tennyson, Arthur Conan Doyle, D. H. Lawrence e Emily Dickinson. Tennyson referiu-se ao cogumelo de anel de fadas (Marasmius) com a frase "as pegadas das fadas na grama".

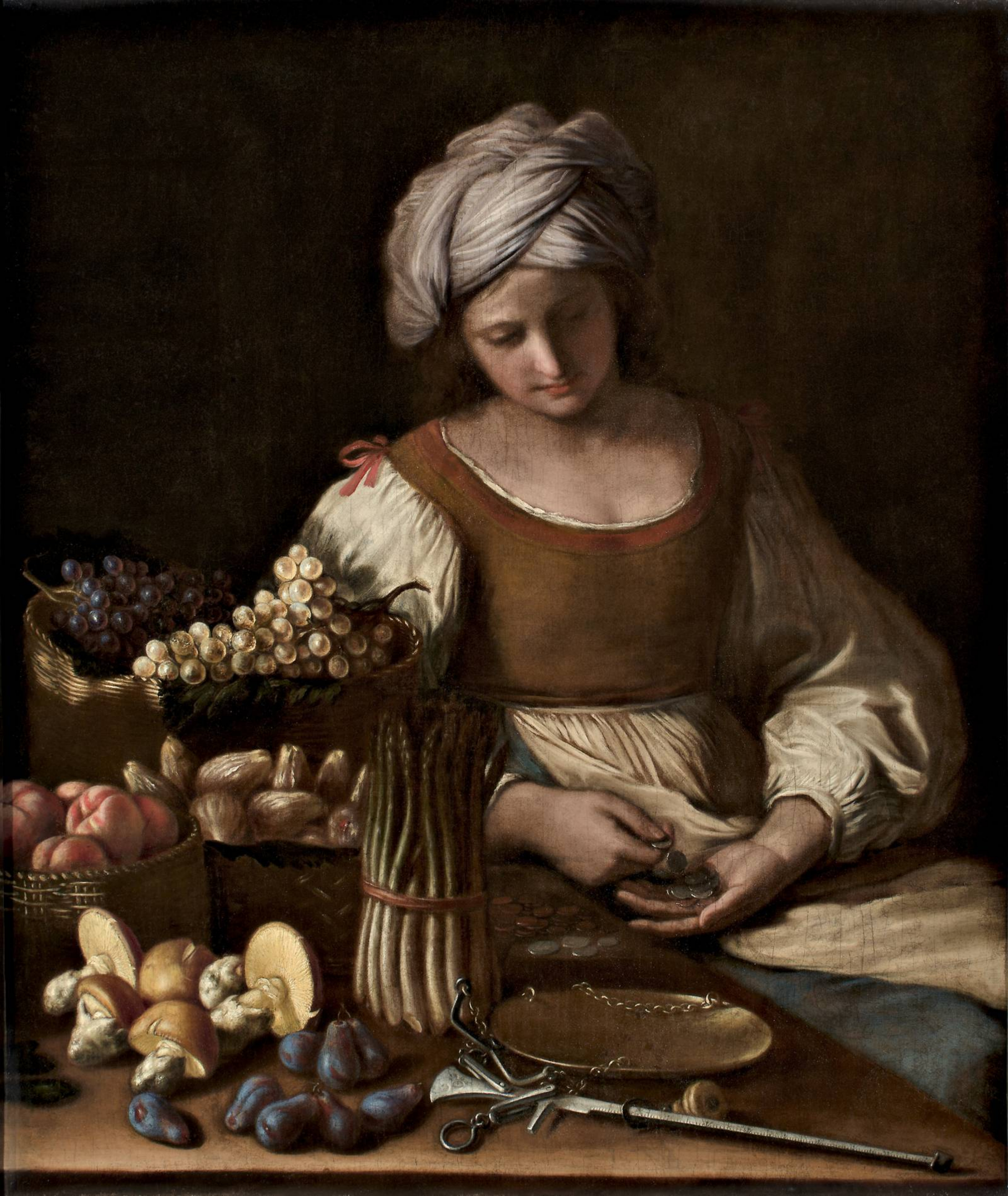
Quitandeira por Guercino e Paolo Antonio Barbieri, c. 1645

Fungos aparecem às vezes em obras de arte, como nas pinturas de Paolo Porpora no final do século XVII. A autora infantil Beatrix Potter pintou centenas de ilustrações em aquarela precisas de fungos. Mais recentemente, artistas como Martin Belou, Helen Downie (conhecida como "Unskilled Worker") e Steffen Dam criaram instalações e pinturas de cogumelos.

## Interações prejudiciais

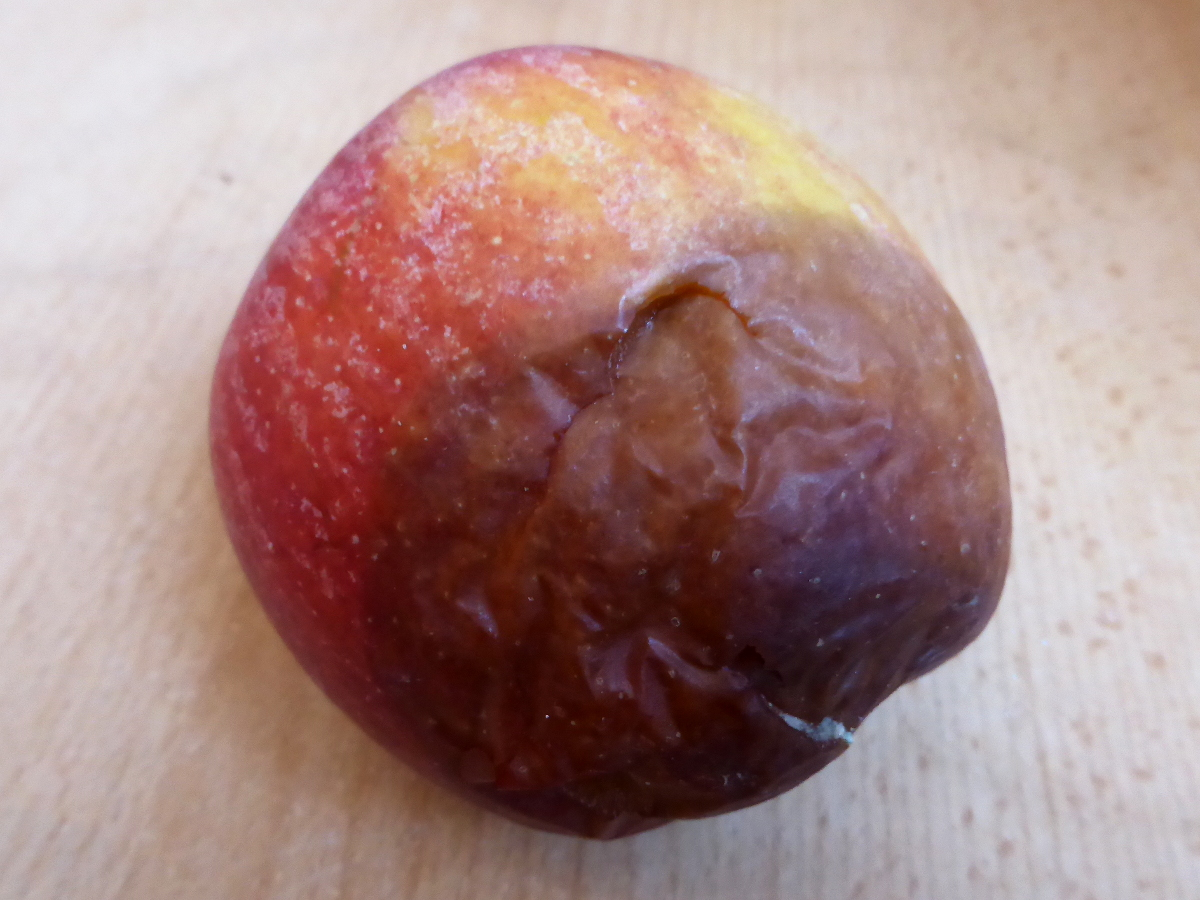
Uma maçã estragada por uma podridão fúngica suave do tipo Penicillium

===Deterioração de alimentos===Fungos, especialmente mofos, mas também leveduras, são importantes agentes de deterioração de alimentos. Mofos Penicillium causam podridão suave, como em maçãs, enquanto mofos Aspergillus criam manchas na superfície de pão velho, iogurte e muitos outros alimentos. Leveduras estragam alimentos açucarados, como ameixas e geleias, fermentando os açúcares em álcool. O entendimento científico da deterioração começou no século XIX com trabalhos como Studies on Fermentation (Estudos sobre fermentação) de Louis Pasteur, de 1879, que investigou a deterioração da cerveja.

### Destruição de madeira
Fungos saprófitos de decomposição de madeira são a principal causa da decomposição da madeira, causando bilhões de dólares em danos econômicos a cada ano. A decomposição fúngica, embora útil na compostagem, é destrutiva para madeira exposta ao tempo e, no caso da podridão seca causada por Serpula lacrymans [en], também para madeiras em casas majoritariamente secas. Alguns fungos de decomposição de madeira, como Armillaria mellea, espécies de Armillaria, são parasitas de árvores vivas, atacando suas raízes e eventualmente matando-as, continuando a decompor a madeira após a morte. Armillaria mellea é uma praga hortícola séria, pois pode se espalhar de árvore em árvore por rizomorfos longos em forma de alça no solo.

### Doenças de culturas agrícolas

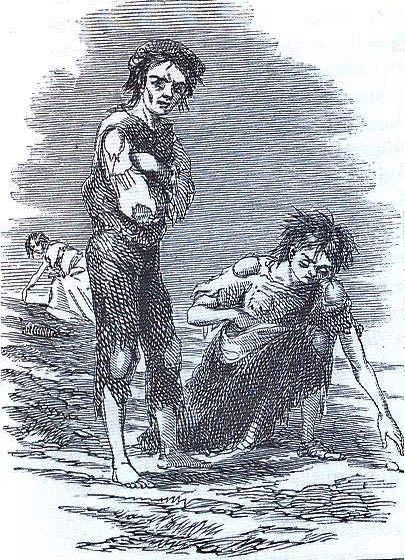
A Grande Fome Irlandesa de 1845–1849, causada pela requeima da batata. Gravura Skibbereen por James Mahony, 1847

Fungos são importantes patógenos de culturas agrícolas, pois se reproduzem rapidamente, afetam uma ampla gama de culturas em todo o mundo, causam cerca de 85% das doenças de plantas e podem gerar sérias perdas econômicas. A gama de tipos de fungos envolvidos também é ampla, incluindo ascomicetos como Fusarium, que causa murcha, basidiomicetos como Ustilago, que causa morrão, e Puccinia, que causa ferrugens de cereais, e oomicetos como Phytophthora, que causa a requeima da batata e a resultante Grande Fome Irlandesa de 1845–1849. Onde a diversidade de culturas é baixa, e em particular onde variedades únicas de culturas principais são quase universais, doenças fúngicas podem causar a perda de uma colheita inteira, como com a batata na Irlanda e como no caso da monocultura de milho nos EUA em 1970, onde mais de um bilhão de dólares em produção foram perdidos. Da mesma forma, a cultura de banana sem sementes 'Gros Michel' foi essencialmente destruída em todo o mundo na década de 1950 pelo fungo selvagem Fusarium oxysporum [en]. Ela foi substituída pela banana Cavendish, que, por sua vez, em 2015, enfrentava destruição total pela mesma doença.

### Doenças de humanos e gado
Fungos patogênicos [en] causam uma variedade de doenças em humanos e gado. A aspergilose, mais comumente causada por Aspergillus fumigatus, mata cerca de 600.000 pessoas por ano, principalmente aquelas com sistemas imunológicos já enfraquecidos. Pneumocystis causa pneumonia, novamente principalmente em pessoas com sistemas imunológicos enfraquecidos. Leveduras Candida são os agentes da candidíase, causando infecções da boca, garganta e trato genital, e, mais gravemente, do sangue. A micose é uma infecção da pele que afeta cerca de 20% da população humana; é causada por cerca de 40 fungos diferentes.